# Тосамыяха (приток Третьего Лямина)
Тосамыяха (устар. Тосамы-Яга) — река в Сургутском районе Ханты-Мансийского АО России. Устье реки находится в 94 км от устья реки Лямин 3-й по левому берегу. Длина реки составляет 16 км.

## Данные водного реестра
По данным государственного водного реестра России относится к Верхнеобскому бассейновому округу, водохозяйственный участок реки — Обь от города Нефтеюганск до впадения реки Иртыш, речной подбассейн реки — Обь ниже Ваха до впадения Иртыша. Речной бассейн реки — (Верхняя) Обь до впадения Иртыша.